# Lasse Berghagen och Sveriges Radios Symfoniorkester
Lasse Berghagen och Sveriges Radios Symfoniorkester är ett album som kom ut 2009 av och med Lasse Berghagen och Sveriges Radios symfoniorkester. Den är inspelad under tre konserter i Berwaldhallen.

## Låtlista
1. Inte bara drömmar (musik: Lasse Holm)
2. Som en blänkande silvertråd (musik: M.Andersson & M.Hansen)
3. Pinocchio
4. Teddybjörnen Fredriksson
5. Stockholm i mitt hjärta
6. Du vandrar som oftast allena
7. Maria dansar
8. Stockholm mina drömmars stad
9. Till Stockholms skärgård
10. Vintersömn
11. En kväll i juni
12. Nils